# MotorSport Vision
MotorSport Vision (abreviado MSV) es uno de los organizadores de eventos del mundo del motor más importantes de Europa y el principal organizador de eventos de automovilismo del Reino Unido.

## Historia
MotorSport Vision fue fundada por John Britten, Sir Peter Ogden y Jonathan Palmer, quien ganó el Campeonato de Fórmula 2 en 1983 y compitió en 88 Grandes Premios de Fórmula 1 durante los siguientes seis años.
MSV es famoso por la compra de Brands Hatch, Oulton Park, Snetterton y Cadwell Park en 2004 y por los trabajos para modernizar sus instalaciones y atención al cliente. Brands Hatch, lugar donde anteriormente se había celebrado el Gran Premio de Gran Bretaña, volvió de nuevo a albergar competiciones de carreras internacionales tales como el DTM y el Campeonato Mundial de Turismos.
En 2006, formó MSV MotorSport Vision Racing (MSVR), capacidad de organización para el grupo de MotorSport Vision de competiciones de automovilismo y motociclismo. MSVR organiza más de 30 eventos al año a través de 10 circuitos del Reino Unido. Una división de MotorSport Vision es TrackDay Club VEM, que se ha convertido en una de las empresas del Reino Unido com mayor importancia en competición en circuito en los últimos años y organiza eventos para formación de conductores. Junto PalmerSport, MSV también organiza experiencias de conducción en Brands Hatch y Oulton Park.
MSV organizó el campeonato de la Fórmula Palmer Audi durante más de 10 años, empezando las carreras de cientos de jóvenes promesas del Reino Unido en los circuitos, nueve de los cuales alcanzaron completar el camino a la Fórmula 1. En 2008 MSV también adquirió los derechos para el Campeonato Británico de Superbikes, que mantiene hasta hoy en día.
En septiembre de 2008 ganaron una licitación de la FIA para suministrar los coches y hacer funcionar el Campeonato FIA de Fórmula 2, una serie internacional de monoplazas derivados de una iniciativa de la FIA para proporcionar a los conductores jóvenes, con talento y con la oportunidad de competir en las carreras de nivel superior en una economía competitiva presupuesto. Los coches de la Fórmula 2 y la Fórmula Palmer Audi fueron preparados en una instalación dedicada al Autódromo de Bedford. El campeonato tuvo sólo 4 temporadas y los pilotos Andy Soucek, Dean Stoneman, Mirko Bortolotti y Luciano Bacheta fueron sus respectivos campeones.
En 2011 crearon la Fórmula 3 Cup, que pasó a ser campeonato a partir de 2012. Tras la pandemia MSV dejó de organizarlo en favor del Monoposto Racing Club. En 2013 crearon la BRDC Fórmula 4, que sería renombrada en 2016 como la BRDC Fórmula 3 Británica y en 2021 como el Campeonato GB3, siendo uno de los pocos campeonatos de Fórmula 3 no dependientes de la FIA hoy en día. En 2022 y con especificaciones técnicas de Fórmula 4 crearon la competición de soporte Campeonato GB4.

## Propiedad de circuitos
- Autódromo de Bedford (1999)
- Brands Hatch (2004)
- Oulton Park (2004)
- Snetterton (2004)
- Cadwell Park (2004)
- Donington Park (2017)
- Circuito de Navarra (2022)[5]
- Couvron EcoCircuit (TBC)[6]